# Közi
Közi, pseudonimo di Kōji Hagino (Niigata, 29 maggio 1972), è un cantautore e polistrumentista giapponese, fra i più importanti e significativi artisti della scena visual kei.

## Biografia
Közi nasce il 29 maggio 1972 a Niigata, in Giappone. Il vero nome è sconosciuto, ma pare sia Kōji Hagino. Közi inizia a suonare il pianoforte all'età di 6 anni, costretto dai genitori e del tutto disinteressato alla musica. Solo alle scuole medie comincia a sviluppare un certo interesse per la materia, sentendo un suo compagno di scuola suonare la chitarra elettrica. Un interesse che cresce presto in amore: appena diplomato, infatti, Közi scappa di casa in auto con un amico e raggiunge Tokyo, dove era certo avrebbe trovato un'opportunità per sfondare come musicista. Dopo un periodo di ristrettezze economiche e militanza nei Girl e nei Beyond The Reinsight come chitarrista, Közi trova lavoro in un karaoke dove conosce Mana, che al tempo si faceva chiamare Serina e lavorava anche lui lì. L'intesa fra i due travalica la semplice amicizia e si trasforma nel desiderio concreto di mettere su una band: i due hanno in mente molte idee, ma il punto fermo dei loro pensieri consiste nella necessità di trovare la risposta all'annosa domanda «che cos'è l'uomo?». È curioso notare che Közi proveniva da una band chiamata Girl e Mana da una chiamata GIRL'e.
La Tokyo di fine anni ottanta/inizio anni novanta, grazie al boom economico, pullulava di gruppi, ed i due entrano a far parte di diverse formazioni. Entrambi avevano già delle esperienze precedenti alle spalle, ma la prima collaborazione insieme l'hanno entrando nei Matenrō, Mana come bassista e Közi come chitarrista; la band produce un paio di demo tapes e poi si scioglie. I due decidono però di continuare la loro carriera fondando in prima persona una nuova formazione musicale: è il 1992, e Mana sceglie il nome di MALICE MIZER, due parole francesi per malizia e miseria, che secondo lui sono alla base di ogni azione dell'uomo; stavolta entrambi rivestono il ruolo di chitarristi e compositori (Mana il principale e Közi in seconda), delegando tutti gli altri ruoli (canto compreso) ad altri artisti. Stavolta la strada imboccata è buona: nonostante diversi cambi di formazione ed alterne fortune, i MALICE MIZER raggiungono in pochi anni l'apice della celebrità, diventando in 9 anni di carriera uno dei gruppi più celebrati della scena giapponese, famosi in patria ed all'estero. Il successo si basa molto anche sulla precisa divisione delle parti fra i membri del gruppo: Közi interpreta il personaggi del clown triste, del giullare, del Pierrot, della marionetta; è il personaggio più ironico e bizzarro del gruppo, e spesso, nei live e nei videoclip, indossa i costumi di scena più eccentrici e farseschi. Signori incontrastati del visual degli anni novanta, bizzarri, glam, tragici, lirici, gotici, incredibilmente ricercati tanto nell'aspetto musicale quanto in quello visivo, i MALICE MIZER faranno (e fanno tuttora) scuola fra tutte le band rock e non del Giappone. I MALICE MIZER hanno messo in pausa indeterminata la loro attività nel 2001, senza uno scioglimento ufficiale.
In seno ai MALICE MIZER, a partire dal 1998, Közi fa parte anche del duo degli Eve of Destiny, formato dal suo grande amico di vecchia data Haruhiko Ash come leader, compositore, vocalist e chitarrista, e da Közi come compositore in seconda e chitarrista; la maggior parte delle composizioni del duo è però di natura elettronica, solo accompagnate dalle chitarre. Gli Eve of Destiny rappresentano il lato più musicalmente duro ed oscuro di Közi, che qui smette i panni del pagliaccio per vestire quelli del rocker punk, goth e molto dark. I due sono più famosi all'estero, soprattutto in Europa continentale, che non in Giappone, e nel 2005 hanno inciso il loro primo disco per una label tedesca, la Celtic Circle Records. Anche gli Eve of Destiny hanno attualmente interrotto, ma non cessato, l'attività.
Messa da parte l'esperienza coi MALICE MIZER, ed oltre agli Eve of Destiny, Közi inizia dal 2002 una carriera solista. In quello stesso anno, infatti, la sua compagna scrittrice Minako Honda pubblica il libro Izayoi no tsuki, e Közi ne scrive una evocativa colonna sonora, stampata su un CD abbinato al libro. L'anno dopo dà alle stampe un primo doppio singolo, KHAOS/KINEMA, che vale come una dimostrazione d'intenti. Nel 2004 è la volta del suo primo album, Catharsis, e del secondo singolo MEMENTO (dedicato al defunto batterista dei MALICE MIZER, Kami); infine, nel 2006 esce il suo secondo lavoro completo, LOKI N' ROLL, l'ultima uscita discografica di Közi.
Nel 2008 il musicista si dedica alle collaborazioni: a maggio lavora con Mako (ex-frontman della sciolta band deadman) nel suo primo singolo da solista buried with the light, ed il 27 dicembre partecipa come guest artist al concerto di fine anno dei Moi dix Mois, la band formata da Mana dopo la pausa dei MALICE MIZER. Nel frattempo partecipa alla session band DALLE, che esordisce il 18 ottobre con Közi alla chitarra, Satoshi dei sitha alla voce, Atsushi dei lloy al basso e Takeshi Fuchi dei Royal Cabaret alla batteria. Anche il 2009 è caratterizzato dal lavoro con i DALLE e dalle collaborazioni e dai live con altri famosi artisti, come con il gruppo musicale rice di Yūki Sakurai.

## Stile
Közi è un artista dalla personalità musicale molto sfaccettata. Pur seguendo alcuni canoni di riconoscibilità, quali l'elettronica ed il gusto per il farsesco, le composizioni di disco in disco risultano molto diversificate e varie fra di loro.
Il primo doppio singolo, KHAOS/KINEMA, è il manifesto artistico di Közi; composta da quattro brani, l'opera presenta infatti i due lati principali dello stile di quest'artista: tanto i primi due pezzi sono chiassosi, caotici, destrutturati, pesanti e disordinati (dal greco Χάος, khaos, "disordine"), quanto gli altri due sono tranquilli, armoniosi, ritmici, leggeri ed ordinati (dal greco Κινημα, kinema, "movimento"). Questo chiaro dualismo, ravvisabile anche nelle composizioni scritte nei MALICE MIZER (emblematiche l'ordinata claire ~Tsuki no shirabe~ e la disordinata ILLUMINATI), è il punto caratterizzante del lavoro di Közi.
Il background musicale di Közi è molto ampio e, come i suoi brani, può risultare contraddittorio: l'artista giapponese ama infatti in egual misura il pop anni ottanta e la bossa nova brasiliana, la darkwave e la musica barocca, le colonne sonore degli horror italiani anni settanta e l'heavy metal. Quel che ne viene fuori è una produzione molto varia ed insieme omogenea.
L'iconografia visiva di Közi è altrettanto variegata: già a partire dalle prime foto coi MALICE MIZER è evidente la sua preferenza per il colore rosso ed il suo gusto per l'eccesso. I suoi segni di riconoscimento, ieri come oggi, sono costumi da clown, acconciature esageratissime, gorgiere, volto bianco di cerone, lenti a contatto colorate diverse, feticismo per i globi oculari e la pelle nera, per tutto ciò che è estroso ed in qualche modo diverso dal solito. I completi vistosi abbinati ad un atteggiamento dimesso ed allo sguardo perso nel vuoto creano la sensazione di essere di fronte ad una specie di bambola di porcellana, ad una marionetta o ad un circense. Oltre ai costumi di scena, Közi dimostra questo suo gusto anche negli strumenti musicali: possiede una chitarra ESP customizzata color rosso intenso e sagomata con riccioli e vortici a cui ha dato un nome proprio, Akauzu-kun (赤渦くん? "Vortice rosso"), ed una sua versione completamente ricoperta di un mosaico con tasselli in madre perla.

## Discografia
Eventuali note sono riportate dopo il punto e virgola ";.

### Album
- 31/03/2004 - Catharsis (カタルシス?, Katarushisu); contiene una versione riarrangiata di Promenade, brano già apparso nel singolo KINEMA, ed una ghost track, inclusa nel minutaggio della traccia 12, in cui si sente un breve spezzone riarrangiato dell'attacco di MEMENTO

1. KINEMA
2. GROTTESCA
3. INCOHERENTS
4. NOCTURNE
5. DANS EREBOS
6. Catharsis
7. Promenade
8. LIFE GOES ON ~ with melancholy
9. CRIMSON STAR
10. CRUEL ARCADIA
11. INNERMOST...
12. KHAOS

- 17/05/2006 - LOKI N' ROLL (LOKI N' ROLL?)

1. Cabinet
2. Loki n' Roll
3. Babylo
4. Que Sera Sera
5. Curious Nuance
6. Who's Mind
7. Night Creature
8. The Eyes
9. I'm Not

### Singoli
- 26/11/2003 - KHAOS/KINEMA (KHAOS/KINEMA?) (due dischi in un unico case: il primo, KHAOS, contiene le tracce 1 e 2, il secondo, KINEMA, contiene le tracce 3 e 4)

1. ISM
2. CACOPHONY
3. Promenade
4. Honey Vanity

- 01/12/2004 - MEMENTO (MEMENTO?)

1. MEMENTO / Moment Thee Dance Mix
2. MEMENTO / Moment Rare Beauty Mix
3. Honey Vanity / Retromantics Club Mix

### DVD
- 29/05/2007 - LIVE COLLAGE 2004~2006 (LIVE COLLAGE 2004〜2006?)

## Vita privata
Közi ha dichiarato che la prima cosa che fa al mattino è aprire la finestra, affacciarsi e gridare Ohayo! (おはよう！? "Buongiorno").
La sua bevanda preferita è il tè, fra i suoi artisti preferiti ci sono lo scrittore Alejandro Jodorowsky, il pittore Salvador Dalí e la fotografa Holly Warburton, e uno dei suoi anime preferiti è Mobile Suit Gundam tanto da aver chiamato i suoi gatti Zaku e Lala; nel luglio 2011 Zaku è morto e il nuovo compagno di giochi di Lala è il criceto Kikka.